# 上新電機
上新電機（上新電機株式会社）是日本連鎖家電量販業者，總公司設於大阪市浪速區。主要競爭對手包括友都八喜（ヨドバシカメラ）、BicCamera（ビックカメラ）與山田電機（ヤマダ電機）等。由於原本以關西為基地的競爭對手大部分已被關東地區的競爭對手併購，因此上新近年以「唯一全關西資本的家電量販店」之地位自居。
上新電機的前身為1948年5月11日時由淨弘信三郎在大阪日本橋創立的上新電機商會，迄今已發展成擁有181家分店的連鎖集團（2007年9月統計，包括直營店、關係企業店面與加盟店在內）。該公司股票於1972年時於大阪證券交易所第2部公開上市，並在1980年時轉進第1部，與在1985年時於東京證券交易所上市（東證1部：8173）。

## 旗下品牌
上新電機主要使用的店鋪品牌名稱為「Joshin」（ジョーシン，日文中「上新」兩字的外來語化拼法），主要專營家電量販業務。除了主品牌外，該公司也擁有下列附屬品牌連鎖：
- J&P（個人電腦與商業設備）
- （Disc Pier，唱片、影片、電視遊樂器軟體專賣）
- （Kids Land，玩具、模型專賣）
- （Mother Pier，藥局）

## 海外市場
除了日本本土的市場外，上新電機於1988年10月向台灣電器量販業者聲寶股份有限公司購入旗下聯晴電器股份有限公司（1987年9月創立之子公司）50%股權，成為上新聯晴股份有限公司，進軍台灣市場。